# Nissan-lez-Enserune
Nissan-lez-Enserune (prononcer [nisɑ̃ lez‿ɑ̃seʁyn] ; Nissa d'Ausseruna en occitan) est une commune française située dans le sud du département de l'Hérault en région d'Occitanie.
Exposée à un climat méditerranéen, elle est drainée par le canal du Midi, le ruisseau de la Bastide, le ruisseau de Montady et par divers autres petits cours d'eau. La commune possède un patrimoine naturel remarquable : trois sites Natura 2000 (la « basse plaine de l'Aude » et les « collines d'Ensérune » et l'« étang de Capestang ») et sept zones naturelles d'intérêt écologique, faunistique et floristique.
Nissan-lez-Enserune est une commune rurale qui compte 4 077 habitants en 2022, après avoir connu une forte hausse de la population depuis 1975. Elle est dans l'unité urbaine de Nissan-lez-Enserune et fait partie de l'aire d'attraction de Béziers. Ses habitants sont appelés les Nissanais ou  Nissanaises.

## Géographie

### Localisation
Le village de Nissan est niché dans un terroir de collines tertiaires entre les vallées de l'Orb à l'est et de l'Aude à l'ouest. Il faisait partie du canton de Capestang dans l'Hérault mais depuis 2014 il est rattaché au canton de Béziers-1. Il se situe à la limite du département de l'Aude.

### Communes limitrophes
| Poilhes                        | Montady              | Colombiers                         |
| Capestang                      | Nissan-lez-Enserune  | Lespignan                          |
| (quinquepoint), Coursan (Aude) | Salles-d'Aude (Aude) | Fleury (Aude) (par un quadripoint) |

A l'ouest, le point d'intersection avec les communes de Capestang et Coursan est un quinquepoint délimitant aussi les communes de Montels (Hérault) et Cuxac-d'Aude (Aude).

### Géologie et relief

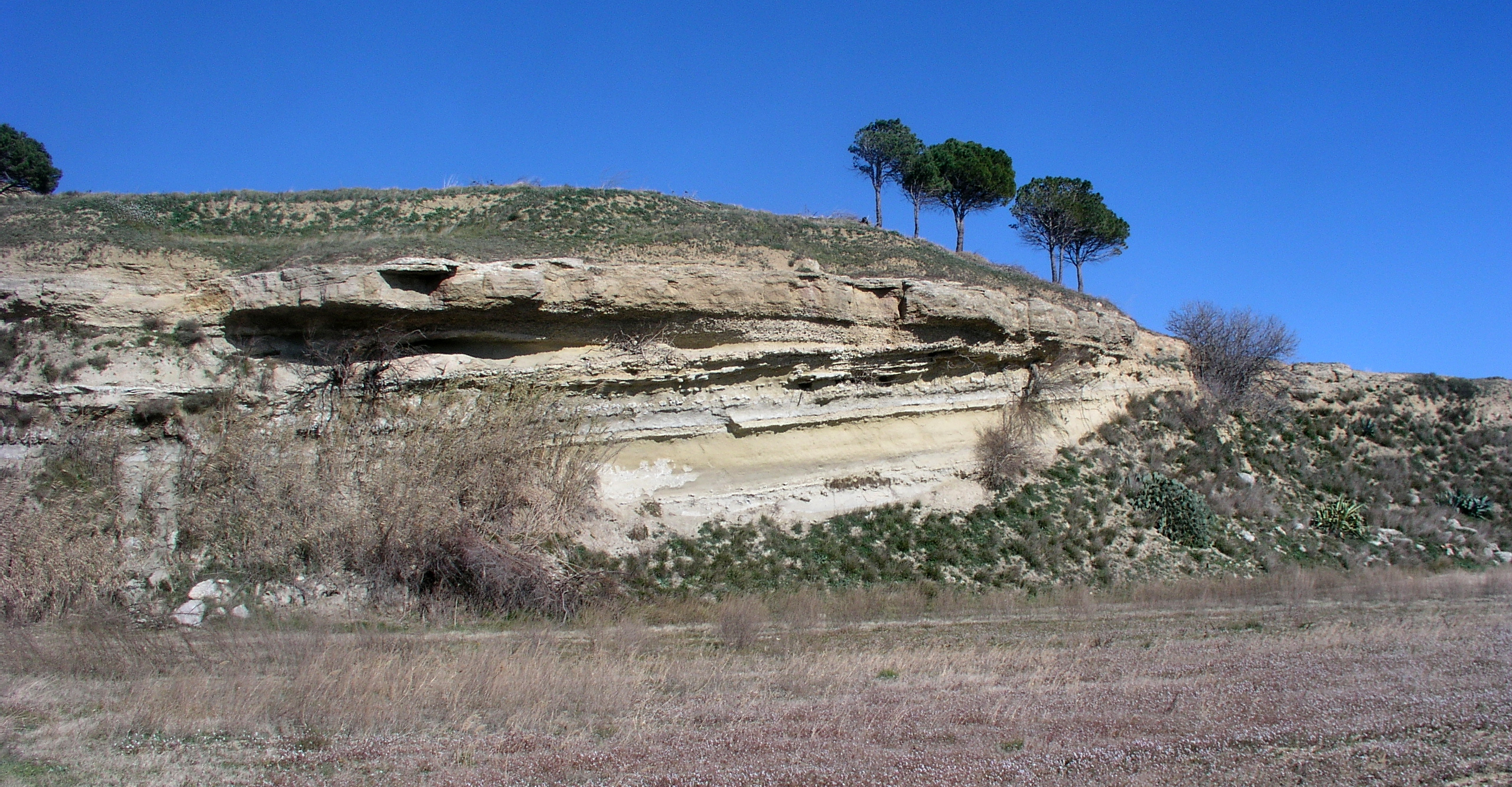
Formations miocènes de Nissan.

Les collines qui l'entourent sont constituées au nord de buttes témoins miocènes (dont la colline d'Ensérune) alors que l'accès vers le sud est barré par une longue ligne de collines oligocènes dont une partie forme les argiles rouges de Nissan. Ces bancs d'argiles ont été exploités au XIXe siècle par des potiers et des tuiliers. Les collines souvent incultes aujourd'hui, sont propices à la culture de la vigne qui les colonise à nouveau. La diminution de l'élevage du mouton a permis le reboisement d'une partie des collines, offrant ainsi de vastes espaces de promenade.
La culture de la vigne a fortement marqué le territoire. Dès l'époque romaine, la vigne s'étend à la fois en plaine et sur les coteaux. Toutefois, le développement massif de cette monoculture date de la fin du XIXe siècle, les cartes antérieures et la toponymie attestent l'extension des autres cultures, en particulier des céréales dans les zones de plaines aux périodes plus anciennes. La viticulture a également marqué l'habitat. Les anciennes maisons du centre du village, comme dans tous les villages languedociens, ont souvent leur cave et leur remise abritant autrefois les foudres en bois et le cheval.
Pendant la première moitié du XXe siècle, le mouvement des coopératives viticoles a contribué à maintenir en activité un grand nombre de petits propriétaires de vignes. La coopérative de Nissan fait désormais partie de l'un des groupements de caves les plus vastes et les plus actifs du département, les Vignerons du Pays d'Ensérune.
Nissan a bénéficié dès l'installation du chemin de fer d'une gare située à quelque distance du village autour de laquelle s'est développée une petite zone d'activité, en particulier une usine de conditionnement et d'expédition de jus de fruits qui a travaillé sur l'ensemble de l'Europe. La présence de la route royale, grand axe développé à l'époque de Louis XIV afin de faciliter les communications entre Béziers et Narbonne, et le percement du canal du Midi ont contribué à faire vivre le village, bien qu'actuellement ce soient les villages situés en bordure immédiate du canal (Colombiers, Poilhes, Capestang, Sallèles) qui profitent de son attrait touristique.
Depuis 1970, le village s'est fortement développé vers le sud avec l'apparition de nouveaux lotissements et l'installation d'une population de travailleurs urbains (Béziers est à 10 km et Narbonne à 20 km). Le nombre d'habitants directement concernés par la viticulture a fortement diminué. Cependant quelques domaines relèvent le défi de la production de vins de qualité et participent au nouvel essor de la viticulture méridionale.

### Climat
Pour des articles plus généraux, voir Climat de l'Occitanie et Climat de l'Hérault.
En 2010, le climat de la commune est de type climat méditerranéen franc, selon une étude s'appuyant sur une série de données couvrant la période 1971-2000. En 2020, Météo-France publie une typologie des climats de la France métropolitaine dans laquelle la commune est exposée à un climat méditerranéen et est dans la région climatique  Provence, Languedoc-Roussillon, caractérisée par une pluviométrie faible en été, un très bon ensoleillement (2 600 h/an), un été chaud (21,5 °C), un air très sec en été, sec en toutes saisons, des vents forts (fréquence de 40 à 50 % de vents > 5 m/s) et peu de brouillards.
Pour la période 1971-2000, la température annuelle moyenne est de 14,8 °C, avec une amplitude thermique annuelle de 15,9 °C. Le cumul annuel moyen de précipitations est de 618 mm, avec 5,4 jours de précipitations en janvier et 2,4 jours en juillet. Pour la période 1991-2020, la température moyenne annuelle observée sur la station météorologique la plus proche, située à Lespignan à 4 km à vol d'oiseau, est de 15,6 °C et le cumul annuel moyen de précipitations est de 604,2 mm,. Pour l'avenir, les paramètres climatiques de la commune estimés pour 2050 selon différents scénarios d’émission de gaz à effet de serre sont consultables sur un site dédié publié par Météo-France en novembre 2022.

### Milieux naturels et biodiversité

#### Réseau Natura 2000

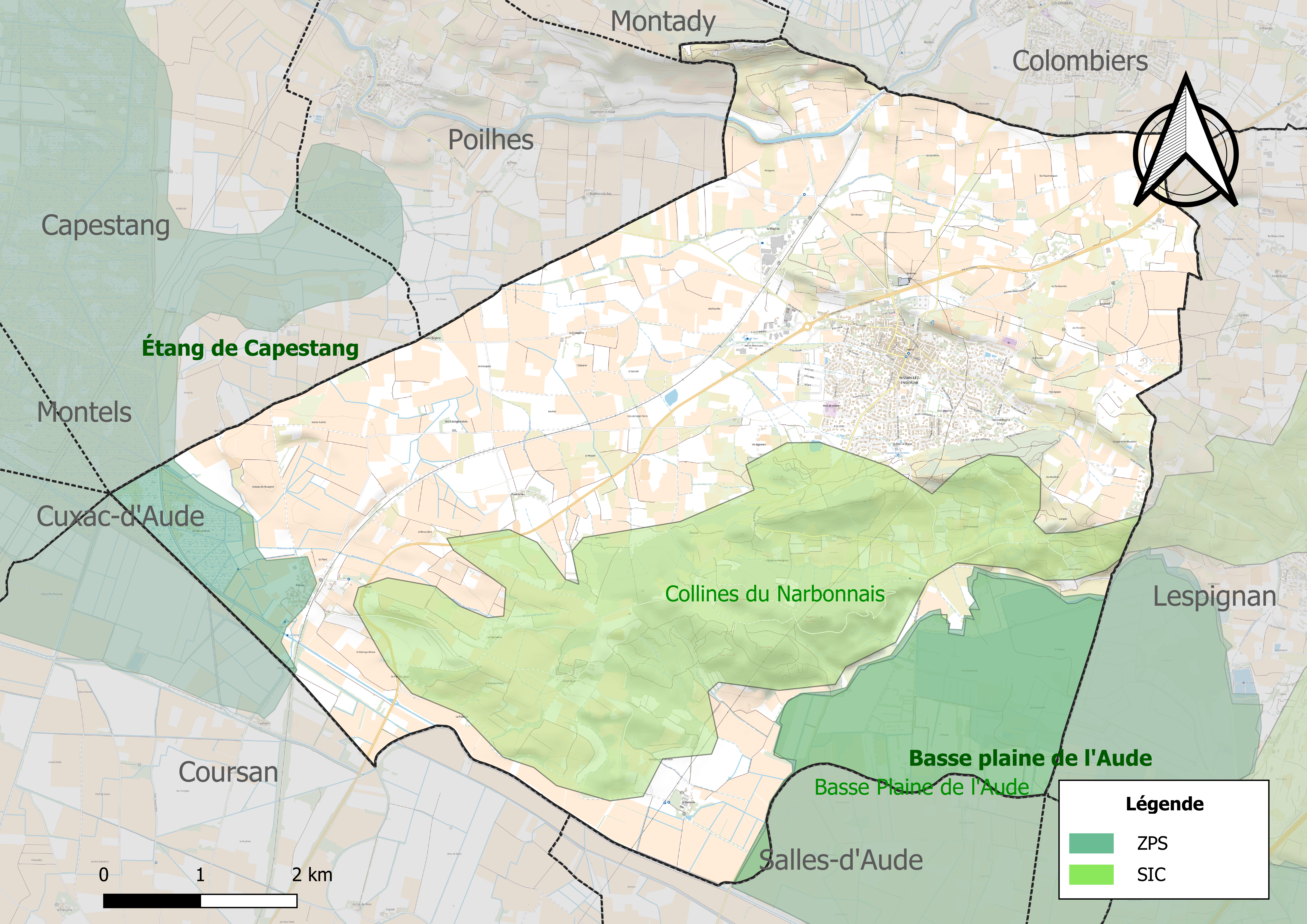
Site Natura 2000 sur le territoire communal.

Le réseau Natura 2000 est un réseau écologique européen de sites naturels d'intérêt écologique élaboré à partir des directives habitats et oiseaux, constitué de zones spéciales de conservation (ZSC) et de zones de protection spéciale (ZPS).
Un site Natura 2000 est défini dans la commune tant au titre de la directive oiseaux, que de la directive habitats : la « basse plaine de l'Aude ». Occupant une superficie de 4 500 ha, ce site comprend un ensemble de zones humides du littoral méditerranéen avec des milieux dunaires de faible étendue et des sansouires en arrière plage. Il s'agit d'un site majeur pour la Pie-grièche à poitrine rose qui a des effectifs voisin de la moitié des effectifs nationaux et pour des espèces nicheuses dépassant le seuil des 1 % de leur population nationale : Butor étoilé, Blongios nain, Héron pourpré, Busard des roseaux, Échasse blanche, Aigrette garzette, Sterne pierregarin, Sterne naine, Lusciniole à moustaches et Rollier d'Europe.
Un autre site relève de la directive habitats : les « collines du Narbonnais ». Occupant une superficie de 2 149 ha, ce site est formé d'une succession de reliefs qui surplombent et délimitent la plaine de la basse vallée de l'Aude, où une végétation typique méditerranéenne de garrigue et de pelouses sèches ainsi qu'un boisement de pins d'Alep se sont développés et trois au titre de la directive oiseaux :
Un troisième relève de la directive oiseaux : l'« étang de Capestang », d'un intérêt écologique exceptionnel notamment en ce qui concerne l'étang et sa phragmitaie (roseaux). L'avifaune est particulièrement riche et intéressante en raison du type de végétation en place (grande étendue de roseaux) et de l'isolement des lieux. Il accueille de très nombreuses espèces nicheuses dont certaines justifient plus particulièrement la proposition de ce site en tant que site d'intérêt communautaire : le Butor étoilé, le Rollier d'Europe.

#### Zones naturelles d'intérêt écologique, faunistique et floristique
L’inventaire des zones naturelles d'intérêt écologique, faunistique et floristique (ZNIEFF) a pour objectif de réaliser une couverture des zones les plus intéressantes sur le plan écologique, essentiellement dans la perspective d’améliorer la connaissance du patrimoine naturel national et de fournir aux différents décideurs un outil d’aide à la prise en compte de l’environnement dans l’aménagement du territoire.
Cinq ZNIEFF de type 1 sont recensées dans la commune :
- la « Basse plaine viticole de l'Aude » (1 438 ha), couvrant 4 communes dont deux dans l'Aude et deux dans l'Hérault[15] ;
- la « colline de l'Oppidum d'Ensérune » (71 ha), couvrant 3 communes du département[16] ;
- les « collines de Nissan » (487 ha), couvrant 2 communes du département[17] ;
- l'« étang et prairies de la Matte » (395 ha), couvrant 2 communes du département[18] ;
- les « étangs de Capestang et de Poilhes » (759 ha), couvrant 6 communes dont deux dans l'Aude et quatre dans l'Hérault[19] ;

et deux ZNIEFF de type 2, :
- la « Basse plaine de l'Aude et étang de Capestang » (7 120 ha), couvrant 10 communes dont quatre dans l'Aude et six dans l'Hérault[20] ;
- les « collines de NIssan et Lespignan » (2 645 ha), couvrant 4 communes du département[21].

Carte des ZNIEFF de type 1 et 2 à Nissan-lez-Enserune.
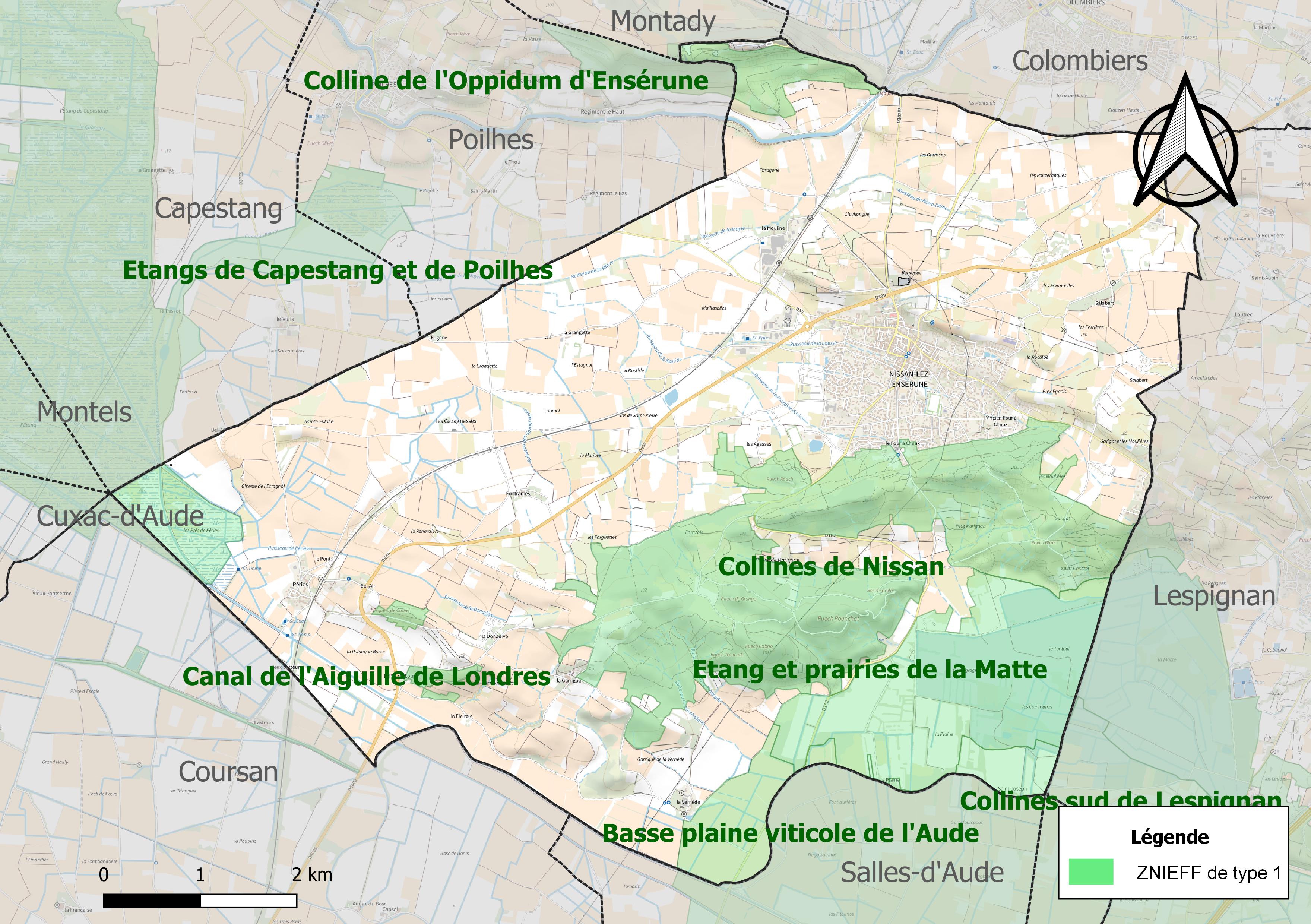
Carte des ZNIEFF de type 1 sur le territoire de la commune.
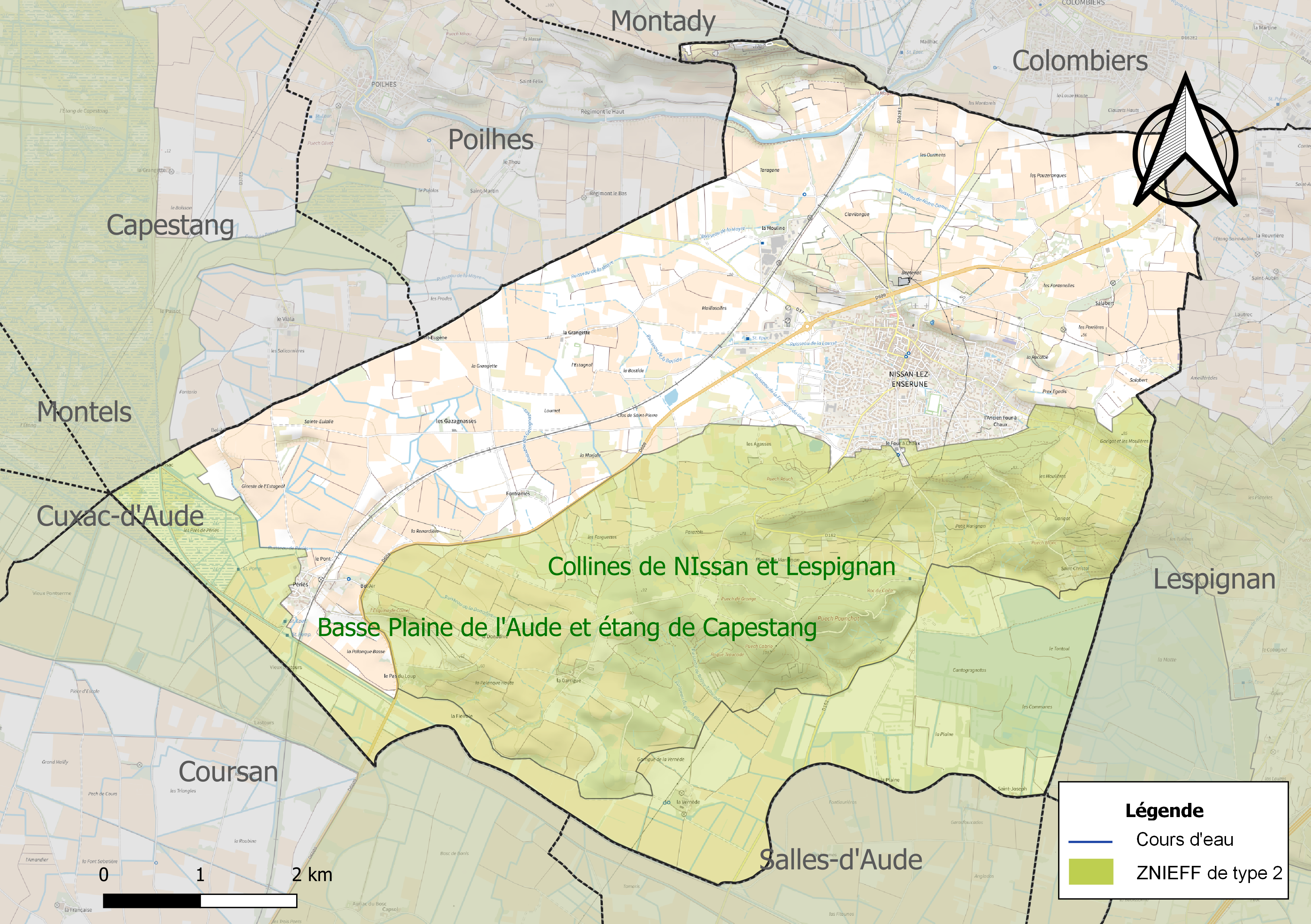
Carte des ZNIEFF de type 2 sur le territoire de la commune.

## Urbanisme

### Typologie
Au 1er janvier 2024, Nissan-lez-Enserune est catégorisée bourg rural, selon la nouvelle grille communale de densité à sept niveaux définie par l'Insee en 2022.
Elle appartient à l'unité urbaine de Nissan-lez-Enserune, une unité urbaine monocommunale constituant une ville isolée,. Par ailleurs la commune fait partie de l'aire d'attraction de Béziers, dont elle est une commune de la couronne,. Cette aire, qui regroupe 53 communes, est catégorisée dans les aires de 50 000 à moins de 200 000 habitants,.

### Occupation des sols
L'occupation des sols de la commune, telle qu'elle ressort de la base de données européenne d’occupation biophysique des sols Corine Land Cover (CLC), est marquée par l'importance des territoires agricoles (79,3 % en 2018), en augmentation par rapport à 1990 (76,7 %). La répartition détaillée en 2018 est la suivante :
cultures permanentes (56,9 %), zones agricoles hétérogènes (19,3 %), milieux à végétation arbustive et/ou herbacée (9,5 %), forêts (5 %), zones urbanisées (4,7 %), prairies (3,1 %), zones humides intérieures (1,5 %). L'évolution de l’occupation des sols de la commune et de ses infrastructures peut être observée sur les différentes représentations cartographiques du territoire : la carte de Cassini (XVIIIe siècle), la carte d'état-major (1820-1866) et les cartes ou photos aériennes de l'IGN pour la période actuelle (1950 à aujourd'hui).

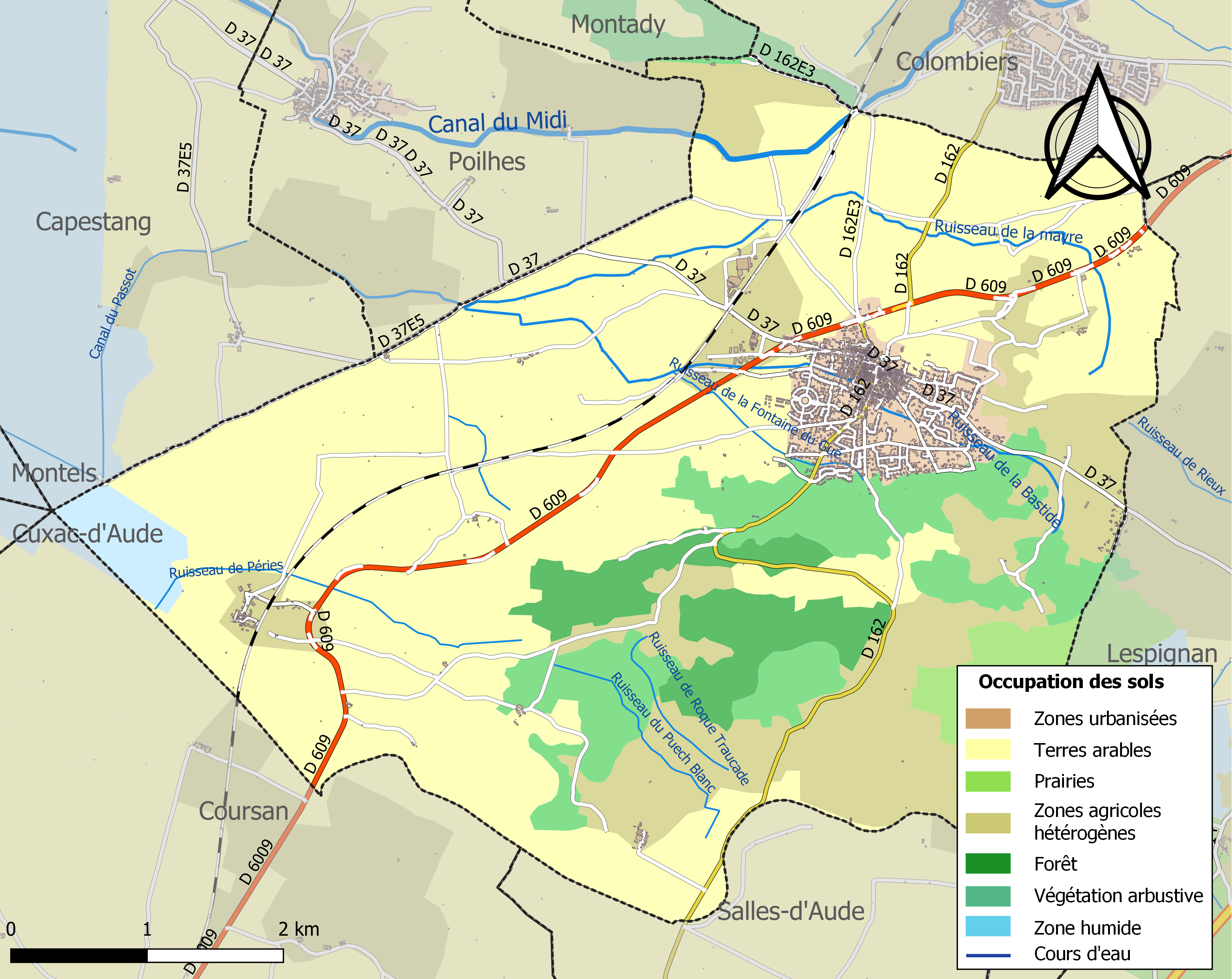
Carte des infrastructures et de l'occupation des sols de la commune en 2018 (CLC).

### Risques majeurs
Le territoire de la commune de Nissan-lez-Enserune est vulnérable à différents aléas naturels : météorologiques (tempête, orage, neige, grand froid, canicule ou sécheresse), inondations, feux de forêts et séisme (sismicité faible). Il est également exposé à un risque technologique, le transport de matières dangereuses, et à un risque particulier : le risque de radon. Un site publié par le BRGM permet d'évaluer simplement et rapidement les risques d'un bien localisé soit par son adresse soit par le numéro de sa parcelle.

#### Risques naturels
Certaines parties du territoire communal sont susceptibles d’être affectées par le risque d’inondation par débordement de cours d'eau, notamment le canal du Midi. La commune a été reconnue en état de catastrophe naturelle au titre des dommages causés par les inondations et coulées de boue survenues en 1982, 1986, 1992, 1996, 1999, 2014, 2018 et 2019,.
Nissan-lez-Enserune est exposée au risque de feu de forêt. Un plan départemental de protection des forêts contre les incendies (PDPFCI) a été approuvé en juin 2013 et court jusqu'en 2022, où il doit être renouvelé. Les mesures individuelles de prévention contre les incendies sont précisées par deux arrêtés préfectoraux et s’appliquent dans les zones exposées aux incendies de forêt et à moins de 200 mètres de celles-ci. L’arrêté du 25 avril 2002 réglemente l'emploi du feu en interdisant notamment d’apporter du feu, de fumer et de jeter des mégots de cigarette dans les espaces sensibles et sur les voies qui les traversent sous peine de sanctions. L'arrêté du 11 mars 2013 rend le débroussaillement obligatoire, incombant au propriétaire ou ayant droit,.

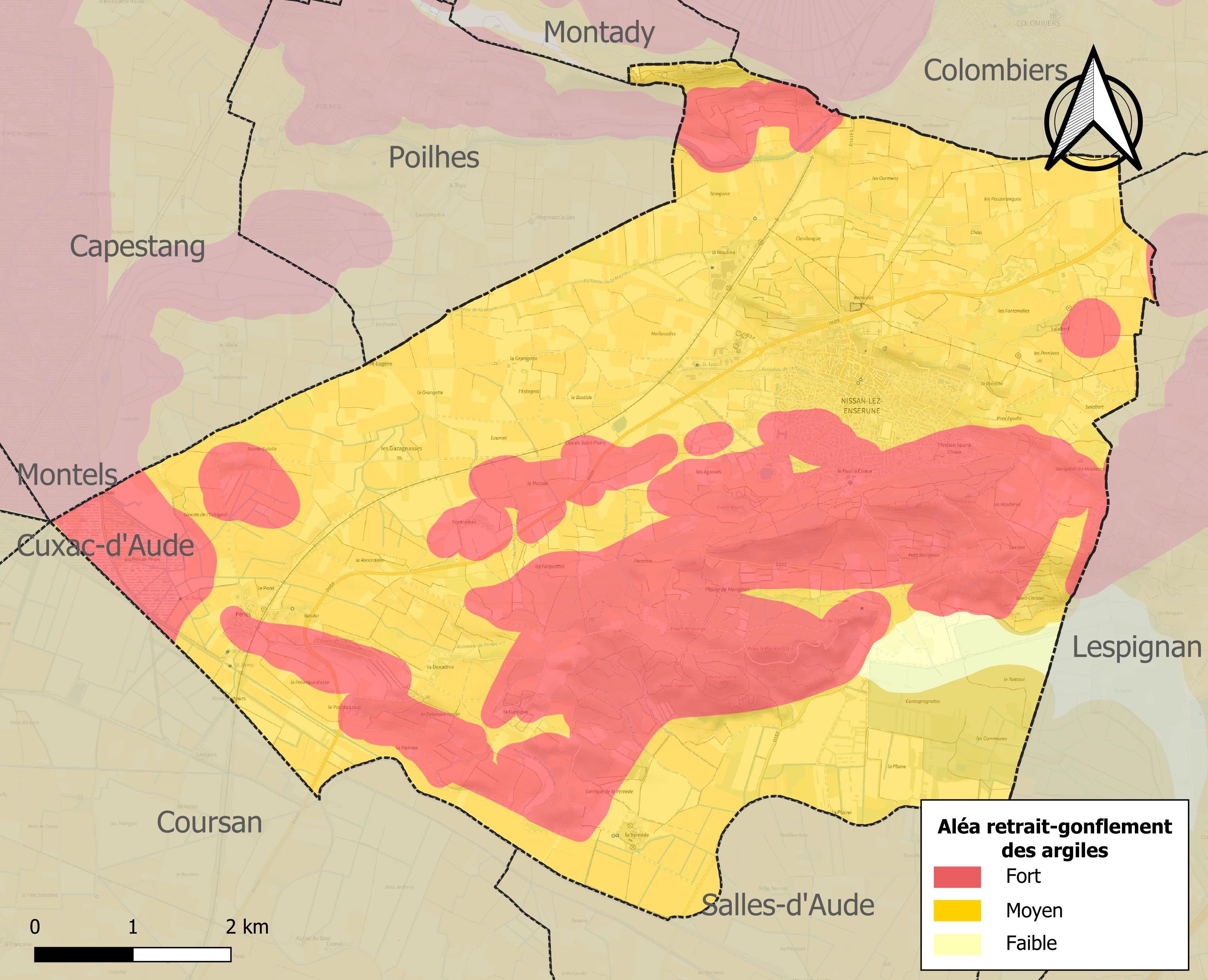
Carte des zones d'aléa retrait-gonflement des sols argileux de Nissan-lez-Enserune.

Le retrait-gonflement des sols argileux est susceptible d'engendrer des dommages importants aux bâtiments en cas d’alternance de périodes de sécheresse et de pluie. 98,1 % de la superficie communale est en aléa moyen ou fort (59,3 % au niveau départemental et 48,5 % au niveau national). Sur les 1 751 bâtiments dénombrés sur le territoire de la commune en 2019, 1 751 sont en aléa moyen ou fort, soit 100 %, à comparer aux 85 % au niveau départemental et 54 % au niveau national. Une cartographie de l'exposition du territoire national au retrait gonflement des sols argileux est disponible sur le site du BRGM,.
Par ailleurs, afin de mieux appréhender le risque d’affaissement de terrain, l'inventaire national des cavités souterraines permet de localiser celles situées sur le territoire de la commune.

#### Risques technologiques
Le risque de transport de matières dangereuses dans la commune est lié à sa traversée par des infrastructures routières ou ferroviaires importantes ou la présence d'une canalisation de transport d'hydrocarbures. Un accident se produisant sur de telles infrastructures est susceptible d’avoir des effets graves sur les biens, les personnes ou l'environnement, selon la nature du matériau transporté. Des dispositions d’urbanisme peuvent être préconisées en conséquence.

#### Risque particulier
Dans plusieurs parties du territoire national, le radon, accumulé dans certains logements ou autres locaux, peut constituer une source significative d’exposition de la population aux rayonnements ionisants. Certaines communes du département sont concernées par le risque radon à un niveau plus ou moins élevé. Selon la classification de 2018, la commune de Nissan-lez-Enserune est classée en zone 2, à savoir zone à potentiel radon faible mais sur lesquelles des facteurs géologiques particuliers peuvent faciliter le transfert du radon vers les bâtiments.

## Économie

### Revenus
En 2018, la commune compte 1 713 ménages fiscaux, regroupant 3 832 personnes. La médiane du revenu disponible par unité de consommation est de 19 680 € (20 330 € dans le département). 39 % des ménages fiscaux sont imposés (45,8 % dans le département).

### Emploi
|                | 2008   | 2013   | 2018   |
| -------------- | ------ | ------ | ------ |
| Commune        | 10,1 % | 9,3 %  | 13,9 % |
| Département    | 10,1 % | 11,9 % | 12 %   |
| France entière | 8,3 %  | 10 %   | 10 %   |

En 2018, la population âgée de 15 à 64 ans s'élève à 2 319 personnes, parmi lesquelles on compte 73,9 % d'actifs (60,1 % ayant un emploi et 13,9 % de chômeurs) et 26,1 % d'inactifs,. Depuis 2008, le taux de chômage communal (au sens du recensement) des 15-64 ans est supérieur à celui de la France et du département.
La commune fait partie de la couronne de l'aire d'attraction de Béziers, du fait qu'au moins 15 % des actifs travaillent dans le pôle,. Elle compte 907 emplois en 2018, contre 827 en 2013 et 786 en 2008. Le nombre d'actifs ayant un emploi résidant dans la commune est de 1 422, soit un indicateur de concentration d'emploi de 63,8 % et un taux d'activité parmi les 15 ans ou plus de 52,4 %.
Sur ces 1 422 actifs de 15 ans ou plus ayant un emploi, 446 travaillent dans la commune, soit 31 % des habitants. Pour se rendre au travail, 84,8 % des habitants utilisent un véhicule personnel ou de fonction à quatre roues, 2,6 % les transports en commun, 7,3 % s'y rendent en deux-roues, à vélo ou à pied et 5,4 % n'ont pas besoin de transport (travail au domicile).

### Activités hors agriculture

#### Secteurs d'activités
323 établissements sont implantés  à Nissan-lez-Enserune au 31 décembre 2019. Le tableau ci-dessous en détaille le nombre par secteur d'activité et compare les ratios avec ceux du département,.
| Secteur d'activité                                                                                        | Commune | Commune | Département |
| Secteur d'activité                                                                                        | Nombre  | %       | %           |
| --- | ------- | ------- | ----------- |
| Ensemble                                                                                                  | 323     | 100 %   | (100 %)     |
| Industrie manufacturière, industries extractives et autres                                                | 29      | 9 %     | (6,7 %)     |
| Construction                                                                                              | 71      | 22 %    | (14,1 %)    |
| Commerce de gros et de détail, transports, hébergement et restauration                                    | 81      | 25,1 %  | (28 %)      |
| Information et communication                                                                              | 6       | 1,9 %   | (3,3 %)     |
| Activités financières et d'assurance                                                                      | 5       | 1,5 %   | (3,2 %)     |
| Activités immobilières                                                                                    | 11      | 3,4 %   | (5,3 %)     |
| Activités spécialisées, scientifiques et techniques et activités de services administratifs et de soutien | 41      | 12,7 %  | (17,1 %)    |
| Administration publique, enseignement, santé humaine et action sociale                                    | 49      | 15,2 %  | (14,2 %)    |
| Autres activités de services                                                                              | 30      | 9,3 %   | (8,1 %)     |

Le secteur du commerce de gros et de détail, des transports, de l'hébergement et de la restauration est prépondérant dans la commune puisqu'il représente 25,1 % du nombre total d'établissements de la commune (81 sur les 323 entreprises implantées  à Nissan-lez-Enserune), contre 28 % au niveau départemental.

#### Entreprises et commerces
Les cinq entreprises ayant leur siège social sur le territoire communal qui génèrent le plus de chiffre d'affaires en 2020 sont : 
- Etablissement Matha Jean, commerce de gros (commerce interentreprises) de matériel agricole (11 611 k€)
- Les Domaines Montariol Degroote, commerce de gros (commerce interentreprises) de boissons (8 997 k€)
- Nidis, supérettes (2 847 k€)
- 2F Design, conseil en relations publiques et communication (1 046 k€)
- Les Professionnels De L'embouteillage, commerce de gros (commerce interentreprises) de boissons (494 k€)

### Agriculture
La commune est dans la « Plaine viticole », une petite région agricole occupant la bande côtière du département de l'Hérault. En 2020, l'orientation technico-économique de l'agriculture  dans la commune est la viticulture.
|               | 1988  | 2000  | 2010  | 2020  |
| ------------- | ----- | ----- | ----- | ----- |
| Exploitations | 242   | 161   | 83    | 74    |
| SAU (ha)      | 1 739 | 1 587 | 1 182 | 1 173 |

Le nombre d'exploitations agricoles en activité et ayant leur siège dans la commune est passé de 242 lors du recensement agricole de 1988  à 161 en 2000 puis à 83 en 2010 et enfin à 74 en 2020, soit une baisse de 69 % en 32 ans. Le même mouvement est observé à l'échelle du département qui a perdu pendant cette période 67 % de ses exploitations,. La surface agricole utilisée dans la commune a également diminué, passant de 1739 ha en 1988 à 1173 ha en 2020. Parallèlement la surface agricole utilisée moyenne par exploitation a augmenté, passant de 7 à 16 ha.

## Toponymie
Nissan : Attestée sous les formes Aniciano en 1105, puis Anitiano, Anizano et Anissano jusqu'en 1344[réf. nécessaire].
Enserune : Anseruna en 1216, Amsuzena en 1298 et 1346, Ensérune en 1585[réf. nécessaire].
C'est en 899 dans le « Recueil des Actes de Charles III le Simple » qu'apparaît pour la première fois le nom de la colline sous la forme Anseduna. On trouve par la suite Bastida de Anseruna en 1216. C'est en 1585 qu'apparaît finalement la graphie Ensérune. Ce nom d'Ensérune, qui dérive de la forme latine Anseduna, attestée dans les textes les plus anciens[réf. nécessaire] avec le sens de «lieu élevé», « montagne », comme on le sait, dans les toponymes hérités du gaulois.[style à revoir][source insuffisante]

## Histoire

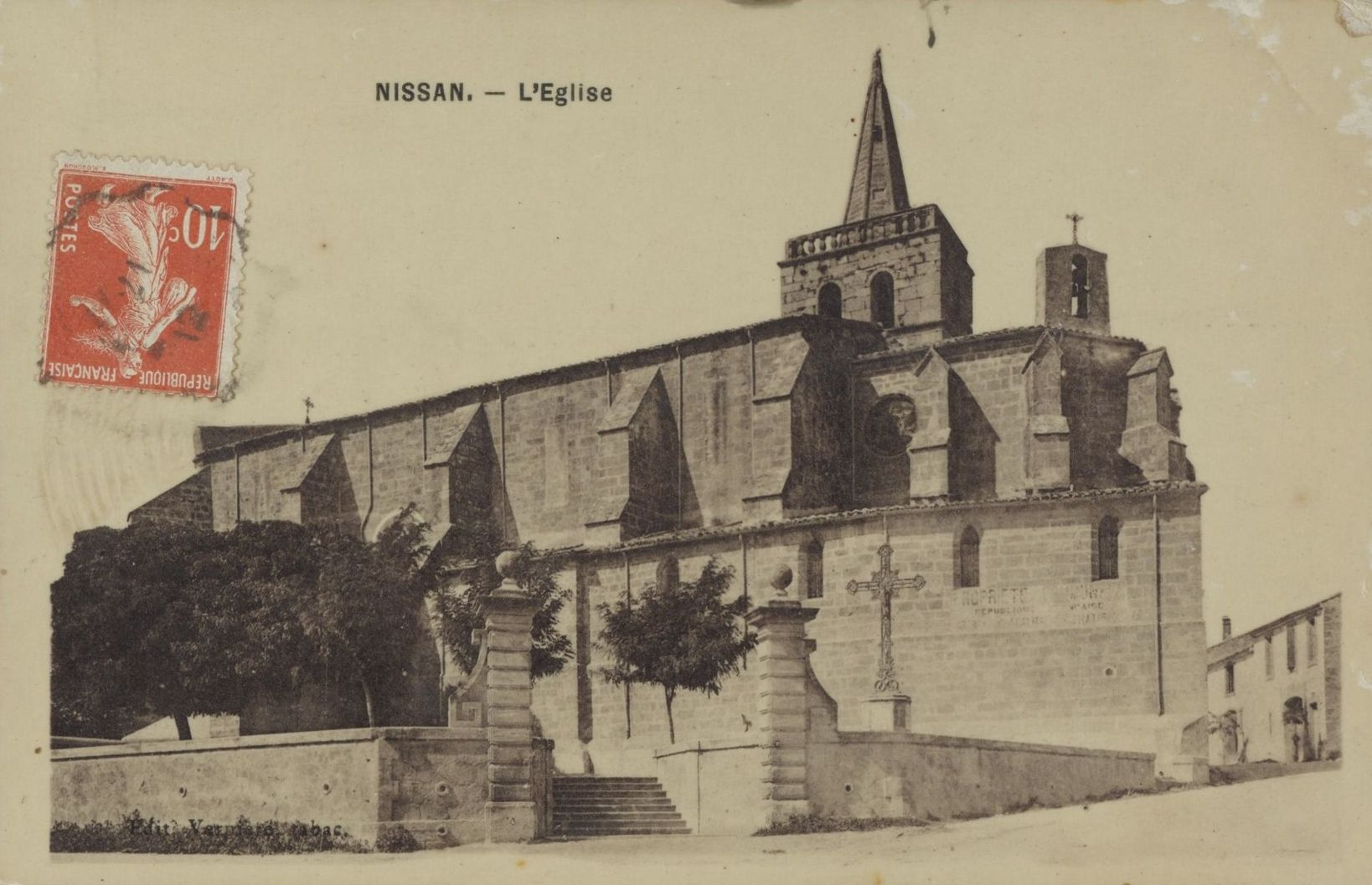
Carte postale de l'église (1912).

### Antiquité
Nissan-lez-Enserune s'est développé progressivement à partir du dépeuplement de l'oppidum d'Ensérune, principal lieu d'habitations du VIe siècle au Ier siècle avant notre ère, occupé tout d'abord par des populations autochtones (les Élisyques), puis par des Celtes et développant un commerce d'échange avec le monde méditerranéen. Après de timides tentatives de romanisation, dès le Ier siècle de notre ère, le site est abandonné et de nombreuses villas s'installent dans les plaines environnantes.
À l'origine du village se trouve très probablement l'une de ces villas romaines dont le propriétaire aurait pu porter un nom tel que « Anicius ». L'origine, gallo-romaine, du nom du village pourrait être : (Villa d'Anicius. Il en est fait mention, dès 782, sous la forme villa de Aniciano. De telles villas sont fréquentes dans les environs et forment un habitat dispersé caractéristique de l'Empire romain et du haut Moyen Âge. Plusieurs de ces villas ont été reconnues sur le territoire de la commune. Les fouilles du site de la Font del Pastre, au lieu dit Les Farguettes, ont par exemple révélé une exploitation vinicole associée à une grande villa avec thermes.

### Moyen Âge
Des vestiges dispersés de l'époque wisigothique ont été également retrouvés dans les environs. Les chapelles et oratoires construits à l'écart du village témoignent de l'essor du christianisme à partir du Ve siècle. Ils sont souvent associés à des vestiges de hameaux et à des villas datant de l'époque romaine. Vers l'an mil, les villages des alentours s'entourent progressivement d'enceintes fortifiées et se regroupent autour d'un castrum. C'est le cas de Nissan, probablement dans le courant du XIe siècle, alors que les hameaux extérieurs sont abandonnés (par exemple Foulpian sur le site de Notre Dame de Miséricorde).
Ce nouveau village est attesté un peu avant 1105. Imbert de Montady et Bernard de Nissan plaident auprès de la vicomtesse de Carcassonne, Ermengarde, pour la possession d'une partie du château de Montady. En 1157, un autre Bernard de Nissan engage pour 2 000 sols le château de Nissan à Raymond et Bernard Pons de Colombiers. Le 7 août 1178, Bérenger et ses frères, Pierre et Bernard de Nissan, vendent des terres lors de la profession religieuse de Bérenger à l'abbaye de Fontcaude. Un autre Bernard de Nissan participera activement à la défense des terres du Midi contre les Croisés de Simon de Montfort lors de la croisade contre les Albigeois. Après la prise de Béziers par les Croisés en 1209, les seigneurs de ces villages de plaine difficilement défendables se retrouvent parmi les défenseurs de Minerve. Bernard de Nissan trouve la mort en combattant près du château de Ventenac en ne laissant qu'une fille, Adalays. Le castrum de Nissan sera confisqué par Simon de Montfort qui en fait don à l'archevêque de Narbonne. Ce prélat sera seigneur de Nissan jusqu'à la Révolution.
Le village est régi par un consulat attesté dès 1347 mais dont on ignorons la date d'établissement.A cette date, les consuls rendent hommage et prêtent serment de fidélité à l'archevêque de Narbonne.

### Les Templiers et les Hospitaliers
Les Templiers possédaient une commanderie au hameau de Périès,,.
Une ancienne commanderie de l'ordre du Temple qui administrait leurs possessions dans le Narbonnais puis commanderie de l'ordre de Saint-Jean de Jérusalem rattachée au grand prieuré de Saint-Gilles après la dévolution des biens de l'ordre du Temple après 1312.
En 1430, Jean de Raymond, commandeur de Périès fut accusé d'un certain nombre de crimes. Il fut capturé par le viguier et le juge de la ville de Narbonne et pendant au gibet de la dite ville.

### Temps modernes
Nissan fait partie des vingt quatre villes du diocèse qui députent un représentant à l'assiette des Impôts des Etats du Languedoc. C'est une des étapes du grand tour de France de Charles IX et Catherine de Médicis : le jeune roi y déjeune le 4 janvier 1565.
Lors des guerres de Religion, Henri de Montmorency, nommé gouverneur du Languedoc en 1563, fera de fréquents séjours à Béziers à partir de 1576, tentant de négocier avec les ligueurs du duc de Joyeuse. Plusieurs trêves, en 1584, 1586, 1592 et 1595, seront conclues, le plus souvent à Nissan. Une garnison du duc de Montmorency y sera installée en juillet 1584 pour empêcher le duc de Joyeuse de se saisir du village.
Les délibérations consulaires, conservées à partir du milieu du XVIIe siècle, décrivent l'organisation consulaire et la gestion de la communauté. Sous le contrôle de l'intendant de l'archevêque de Narbonne et de ses baillis et viguiers, les consuls font lever les tailles, veillent aux dépenses (entretien des chemins, réparations de l'église, gestion de la plaine de l'Aude et du cours de la rivière…), attribuent les fermages (moulin à huile, boucherie) et veillent à la bonne organisation du village.
Nissan est mentionnée lors de la peste de 1628-1632, les habitants ayant établi un cordon sanitaire pour interdire l'accès au village par les étrangers. Il en sera de même lors du dernier épisode de peste, à la fin du XVIIIe siècle, où, à nouveau, les autorités du village prennent la décision d'en interdire l'accès aux étrangers pendant toute la durée de l'épidémie.

### Révolution française et Empire
Lors de la Révolution, Nissan participe à la rédaction des cahiers de doléances, même si celui de Nissan ne nous est pas parvenu. Les habitants élisent des députés pour les représenter aux assemblées de Béziers. Le conseil municipal est installé selon les nouvelles règles le 7 février 1790. Le 15 août, sous la conduite de citoyens versés dans les affaires militaires, les habitants vont constituer un bataillon de la Garde Nationale après avoir acheté l'équipement nécessaire à 120 citoyens. En 1791, les biens nationaux sont mis en vente, dont en particulier la commanderie de Périès. Les volontaires pour la garde des frontières partent vers l'Espagne.
Les citoyens de la commune se réunissent au sein de la société révolutionnaire, créée en prairial an II.

### Epoque contemporaine
Plus récemment, par décret du 22 août 1950, Nissan prend le nom de Nissan-lez-Ensérune,. Un odonyme local (rue du 22-Août) rappelle cet évènement.

## Politique et administration
| Période   | Période   | Identité                        | Étiquette    | Qualité                                               |
| --------- | --------- | ------------------------------- | ------------ | ----------------------------------------------------- |
| 1790      | 1790      | Jean Barthés                    |              |                                                       |
| 1790      | 1791      | François Baquié                 |              |                                                       |
| 1791      | 1796      | Jean Pierre Gabriel Gardes      |              |                                                       |
| 1796      | 1797      | Pierre Louis Guy                |              |                                                       |
| 1797      | 1798      | Jean Martin                     |              |                                                       |
| 1798      | 1799      | Bernard Vaillant                |              |                                                       |
| 1799      | 1803      | Pierre Hilaire                  |              |                                                       |
| 1803      | 1805      | Bernard Vaillant                |              | Cadet                                                 |
| 1805      | 1808      | Antoine Latour                  |              |                                                       |
| 1808      | 1813      | Jean Martin                     |              |                                                       |
| 1813      | 1826      | Jean Pierre Gabriel Gardes      |              |                                                       |
| 1826      | 1828      | Jean-François Marie Razigade    |              |                                                       |
| 1828      | 1831      | Clair Xavier Ambroise Bonestèbe |              |                                                       |
| 1831      | 1832      | Louis Maury                     |              |                                                       |
| 1832      | 1833      | Jean-Pierre Louis André         |              |                                                       |
| 1833      | 1837      | Georges François Michel Maury   |              |                                                       |
| 1837      | 1839      | Hippolyte Baquié                |              |                                                       |
| 1839      | 1840      | Georges François Michel Maury   |              |                                                       |
| 1840      | 1841      | Louis Maury                     |              |                                                       |
| 1841      | 1848      | Rémi Martin                     |              |                                                       |
| 1848      | 1853      | Alphonse Gardes                 |              |                                                       |
| 1853      | 1862      | Clair Xavier Ambroise Bonestèbe |              |                                                       |
| 1862      | 1867      | Gustave Baquié                  |              |                                                       |
| 1867      | 1871      | Louis Bernard                   |              |                                                       |
| 1871      | 1878      | Eugène Coste                    |              |                                                       |
| 1878      | 1881      | Jules Marc                      |              |                                                       |
| 1881      | 1884      | Amédée Malabiau                 |              |                                                       |
| 1884      | 1885      | Louis Bernard                   |              |                                                       |
| 1885      | 1887      | Jacques Cabaillé                |              |                                                       |
| 1887      | 1888      | Elie Carbon                     |              |                                                       |
| 1888      | 1889      | Jacques Cabaillé                |              |                                                       |
| 1889      | 1889      | Eugène Dabadié                  |              |                                                       |
| 1889      | 1892      | André Guibert                   |              | Adjoint faisant fonction de Maire. Elu Maire en 1889. |
| 1892      | 1904      | Auguste Serre                   |              |                                                       |
| 1904      | 1907      | Jacques Idrac                   |              |                                                       |
| 1907      | 1919      | Auguste Ponsol                  |              |                                                       |
| 1919      | 1931      | Désiré Méric                    |              |                                                       |
| 1931      | 1941      | François Petit                  |              |                                                       |
| 1941      | 1944      | Emile Verdier                   |              |                                                       |
| 1944      | 1945      | Antoine Beille                  |              | Président du Comité local de Libération               |
| 1945      | 1951      | Georges Robert                  | SFIO         |                                                       |
| 1951      | 1977      | Louis Pierre Brenac             | SFIO puis PS | Bourrelier Conseiller général (1955-1973)             |
| 1977      | 1983      | Alain Parmène                   |              |                                                       |
| 1983      | 1985      | Jean Brun                       |              |                                                       |
| 1985      | mars 1989 | Jean Ejarque                    |              |                                                       |
| mars 1989 | mars 2008 | Jean-Claude Galan               | DVG          |                                                       |
| mars 2008 | En cours  | Pierre Cros                     | PRG          | Retraité                                              |

## Démographie
L'évolution du nombre d'habitants est connue à travers les recensements de la population effectués dans la commune depuis 1793. Pour les communes de moins de 10 000 habitants, une enquête de recensement portant sur toute la population est réalisée tous les cinq ans, les populations de référence des années intermédiaires étant quant à elles estimées par interpolation ou extrapolation. Pour la commune, le premier recensement exhaustif entrant dans le cadre du nouveau dispositif a été réalisé en 2006.

En 2022, la commune comptait 4 077 habitants, en évolution de +2,77 % par rapport à 2016 (Hérault : +7,49 %, France hors Mayotte : +2,11 %).
| 1793  | 1800  | 1806  | 1821  | 1831  | 1836  | 1841  | 1846  | 1851  |
| ----- | ----- | ----- | ----- | ----- | ----- | ----- | ----- | ----- |
| 1 100 | 1 077 | 1 248 | 1 415 | 1 537 | 1 639 | 1 644 | 1 658 | 1 740 |

| 1856  | 1861  | 1866  | 1872  | 1876  | 1881  | 1886  | 1891  | 1896  |
| ----- | ----- | ----- | ----- | ----- | ----- | ----- | ----- | ----- |
| 1 651 | 1 862 | 2 019 | 1 901 | 2 216 | 2 572 | 2 296 | 2 540 | 2 764 |

| 1901  | 1906  | 1911  | 1921  | 1926  | 1931  | 1936  | 1946  | 1954  |
| ----- | ----- | ----- | ----- | ----- | ----- | ----- | ----- | ----- |
| 2 855 | 2 608 | 2 547 | 2 705 | 2 541 | 2 649 | 2 569 | 2 507 | 2 525 |

| 1962  | 1968  | 1975  | 1982  | 1990  | 1999  | 2006  | 2011  | 2016  |
| ----- | ----- | ----- | ----- | ----- | ----- | ----- | ----- | ----- |
| 2 570 | 2 450 | 2 251 | 2 519 | 2 835 | 2 907 | 3 278 | 3 779 | 3 967 |

| 2021  | 2022  | - | - | - | - | - | - | - |
| ----- | ----- | - | - | - | - | - | - | - |
| 4 049 | 4 077 | - | - | - | - | - | - | - |

## Culture locale et patrimoine

### Lieux et monuments
- L'école Antoine Beille : inaugurée le 29 août 2015 est située sur une hauteur du village. Le directeur est Christophe Barrau[réf. nécessaire].
- L'oppidum d'Ensérune : situé à proximité et dominant la voie domitienne, l'oppidum est occupé du VIe siècle au Ier siècle avant Jésus Christ. Fondé par des populations élisyques, il est le témoin d'une activité d'échanges intenses avec l'ensemble du bassin méditerranéen. Cette activité explique la présence des céramiques retrouvées dans les habitations et la nécropole, en particulier des céramiques étrusques et des céramiques attiques que l'on peut voir dans le musée créé sur le site.
Depuis l'oppidum, la vue s'étend dans toutes les directions (dont une table d'orientation a été mise à disposition) jusqu'à la mer, aux contreforts de la Montagne Noire et les Pyrénées. On peut voir au nord les vestiges de l'étang de Montady asséché au XIIe siècle par un curieux système de canaux rayonnants.
On remarque au pied de la colline le complexe du Malpas où le canal du Midi, le canal d'atterrissement de l'étang de Montady, le tunnel du chemin de fer et la route se superposent.Chapelle Saint-Christol

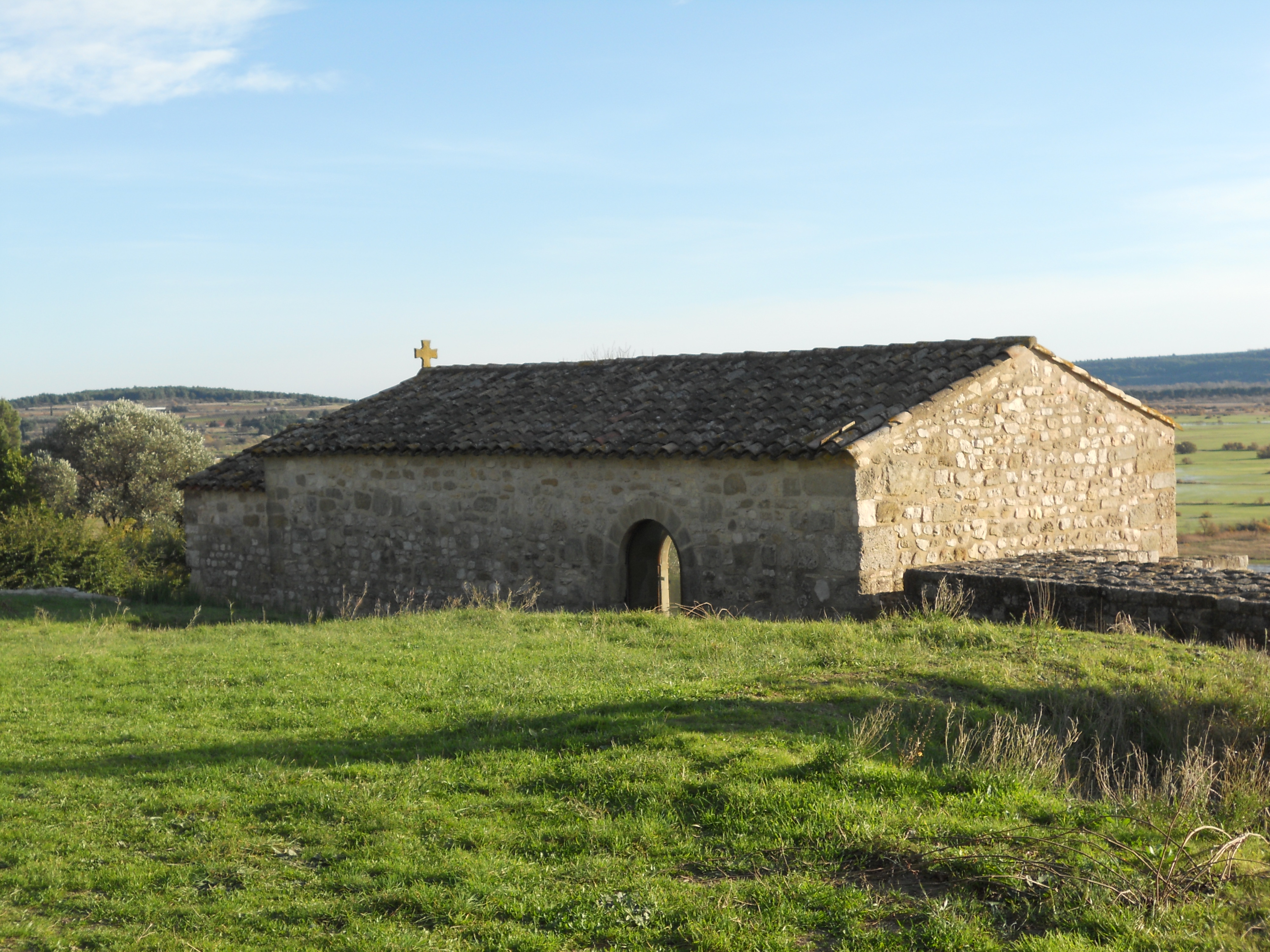
Chapelle Saint-Christol

- La chapelle Notre-Dame-de-la-Miséricorde : petit oratoire isolé dans un vallon à l'écart du village, elle date probablement du Ve siècle. Elle est le seul témoin subsistant de la villa (villa de Folpiano) puis du hameau de Foulpian. L'édifice a été inscrit au titre des monuments historiques en 1981[66].

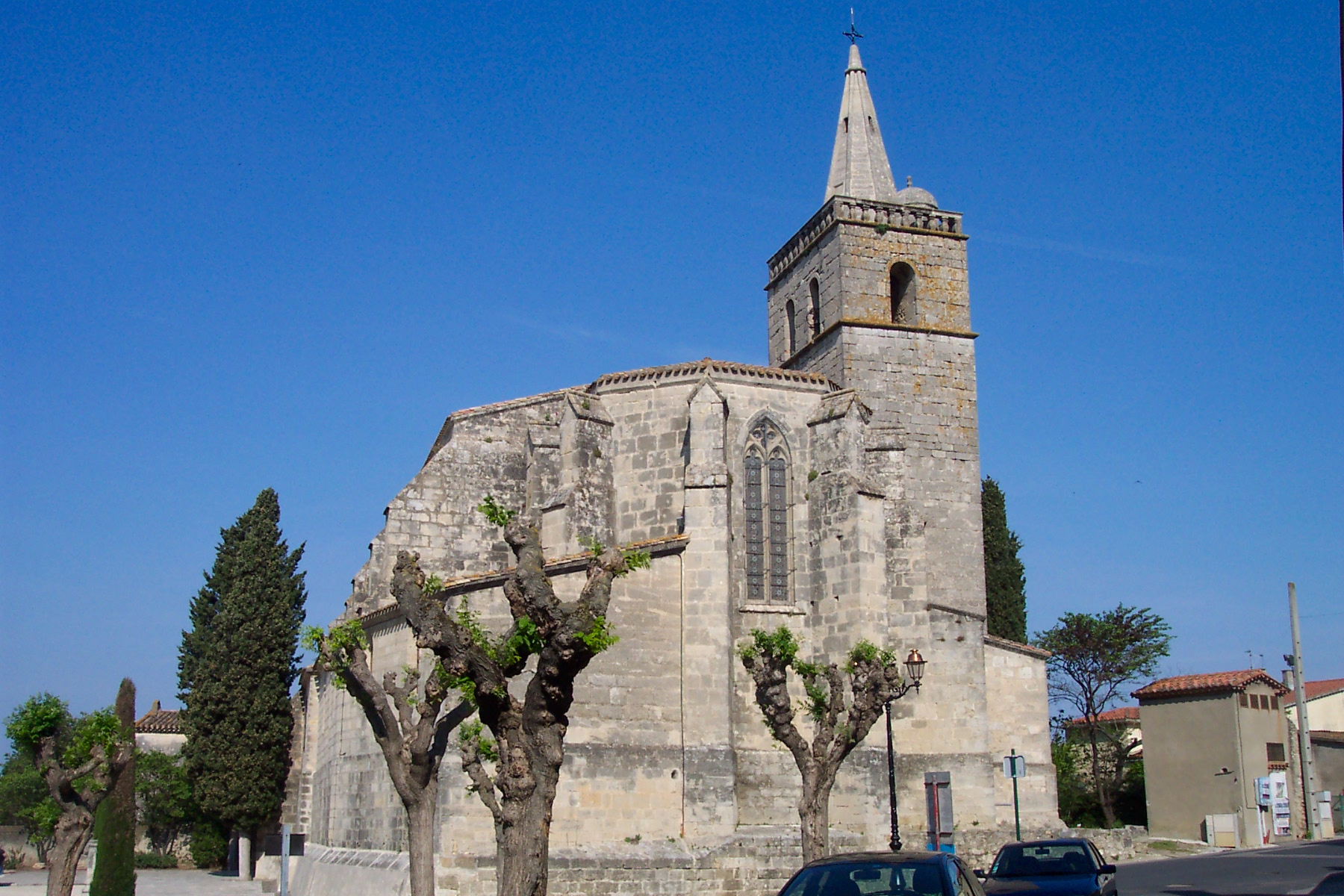
Église Saint-Saturnin de Nissan-lez-Enserune

- Église Saint-Saturnin de Nissan-lez-EnseruneLa chapelle Saint-Christol : restaurée à partir de 1986, elle est le témoin d'un petit établissement monastique actif jusqu'au XVIIe siècle. Des fouilles ont permis de dégager le bâtiment dont les parties les plus anciennes datent du Ve siècle et de rendre visible le portail orné de colonnes que l'on peut dater du XVIe siècle. Une construction adossée en appareil soigné, prise pour les ruines d'un édifice plus ancien, est en réalité une extension probablement commanditée ou financée par l'archevêque de Narbonne.
- L'église Saint-Saturnin : ancienne église d'un prieuré relevant de l'abbaye de Psalmody, dont l'édification qui aboutit à son aspect actuel s'étale sur plusieurs siècles. L'édifice a été classé au titre des monuments historiques en 1965[67]. De nombreux objets sont référencés dans la base Palissy (voir les notices liées)[67].
Le tombeau des Prieurs est situé dans le chœur de l'édifice, vers le nord, sous une pierre du dallage gravée d'une croix. Quelques vestiges du prieuré sont encore visibles dans la cour du presbytère et à l'ouest de l'édifice.
Grâce au chanoine Joseph Giry, elle abrite des œuvres d'art, parmi lesquelles les fonts baptismaux, réutilisés dans une reconstitution de baptistère, à l'ouest, une table d'autel wisigothique et une table d'autel carolingienne à lobes, caractéristique de la production de la Narbonnaise et de Catalogne.
Sur le mur sud-est du transept, est préservée la fresque du Couronnement de la Vierge avec des anges musiciens (XIVe siècle). La voûte qui précède cette chapelle porte la trace des symboles des quatre Évangélistes, en partie effacés.
Les grandes orgues, construites en 1834 par Prosper-Antoine Moitessier, sont classées parmi les monuments historiques depuis 1984. Elles proviennent de la chapelle des Visitandines de Montpellier et constituent l'un des premiers ouvrages de ce facteur d'orgues dans la région. Détériorées et vidées d'une partie de leurs jeux, elles ont été transférées à Nissan et partiellement complétées en 1965. Leur double buffet - grand corps et positif dorsal, sa réplique en réduction - est réalisé dans les tons acajou et or. Le grand corps est doté de joues ornementales monumentales. Sa structure est encore classique, mais sa décoration utilise des éléments empire (palmettes), Louis-Philippe et déjà néogothique (clochetons couronnant les tourelles).
- Le Plo : situé au centre du village, cet ensemble de maisons, traversé par un réseau de rues étroites, est le témoin de la cité au Moyen Âge. Il est ceinturé par des rues plus larges qui dessinent le contour des fortifications et sont édifiées sur les anciens fossés. De ces fortifications, ne reste que la tour de l'horloge en face de la mairie. À noter en bordure de cet ensemble, un ancien puits couvert, le Pouzet.
- Les moulins (utilisés pour moudre les céréales mais aussi pour faire de la chaux avec le calcaire du sous sol) : sur les collines au sud du village se trouvent les ruines de trois anciens moulins. Ces moulins ont été habités jusqu'au début du XXe siècle par des familles pauvres. De leur plateforme, on pourra découvrir un vaste panorama au nord vers le saint-chinianais et la montagne Noire, au sud sur les étangs de Vendres, la plaine de l'Aude et la mer. L'association culturelle « Les Amis de Nissan » a restauré Tiquet et Balayé, deux des trois moulins, de 1986 à 1996. Balayé est fonctionnel et lors de grandes occasions y est moulu le blé.
- Périès[Note 16] : l'unique bâtiment remontant à l'époque de la commanderie, la chapelle Sainte Marie, très endommagée, se situe 11, rue Frédéric Mistral dans le hameau de Périès.

Culture locale et patrimoine
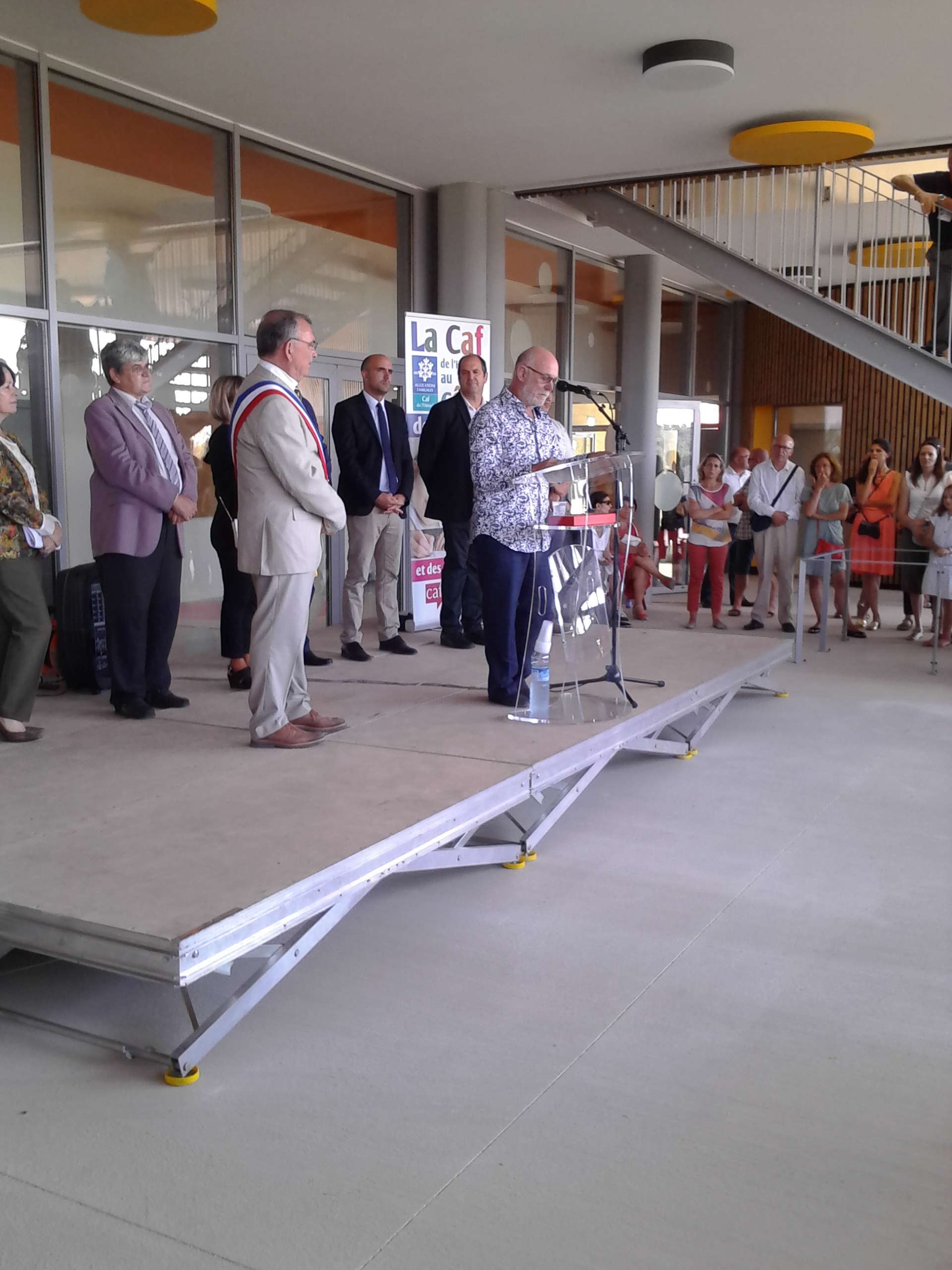
Inauguration de l'école Antoine Beille.
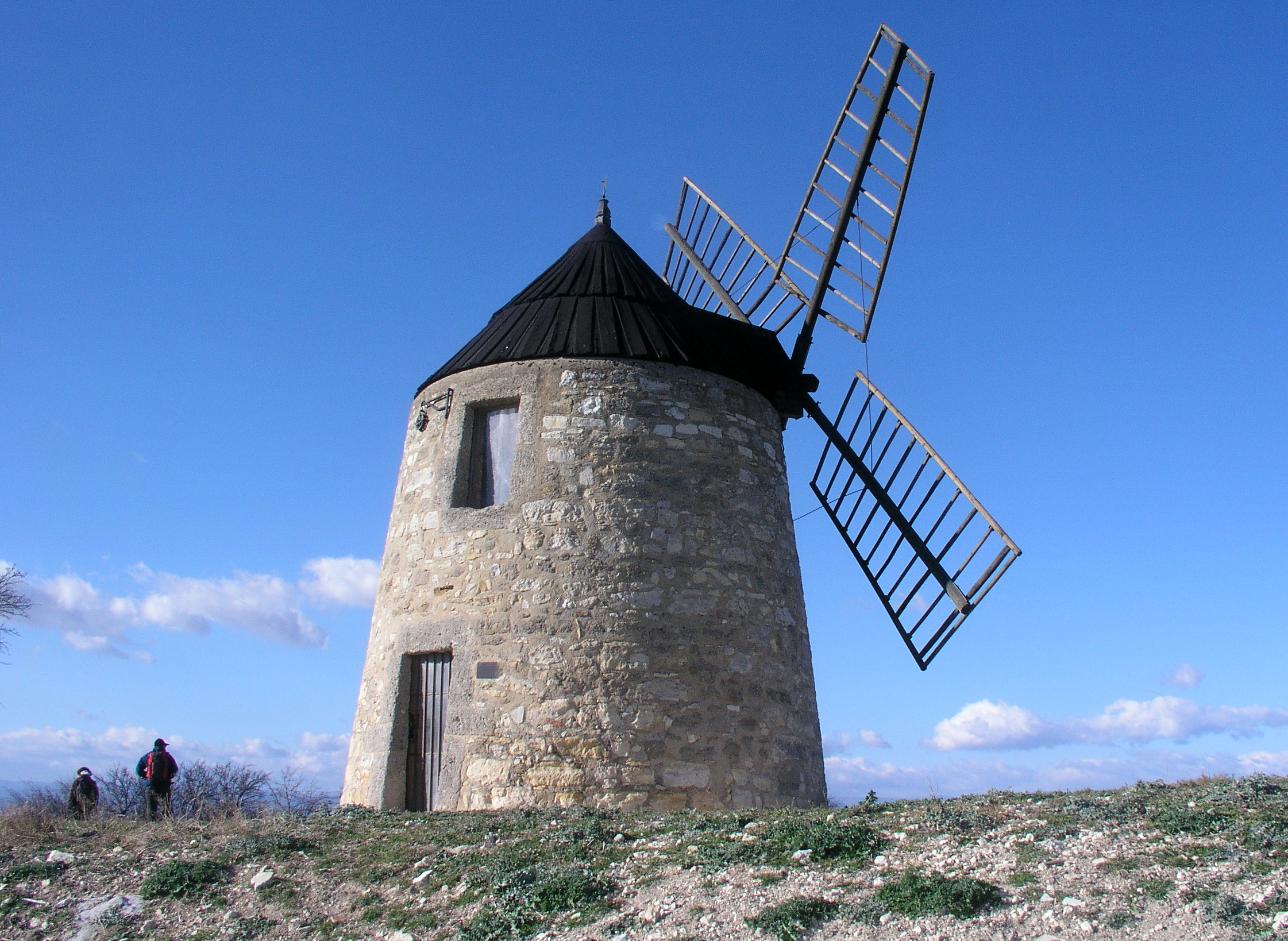
Le moulin de Nissan.
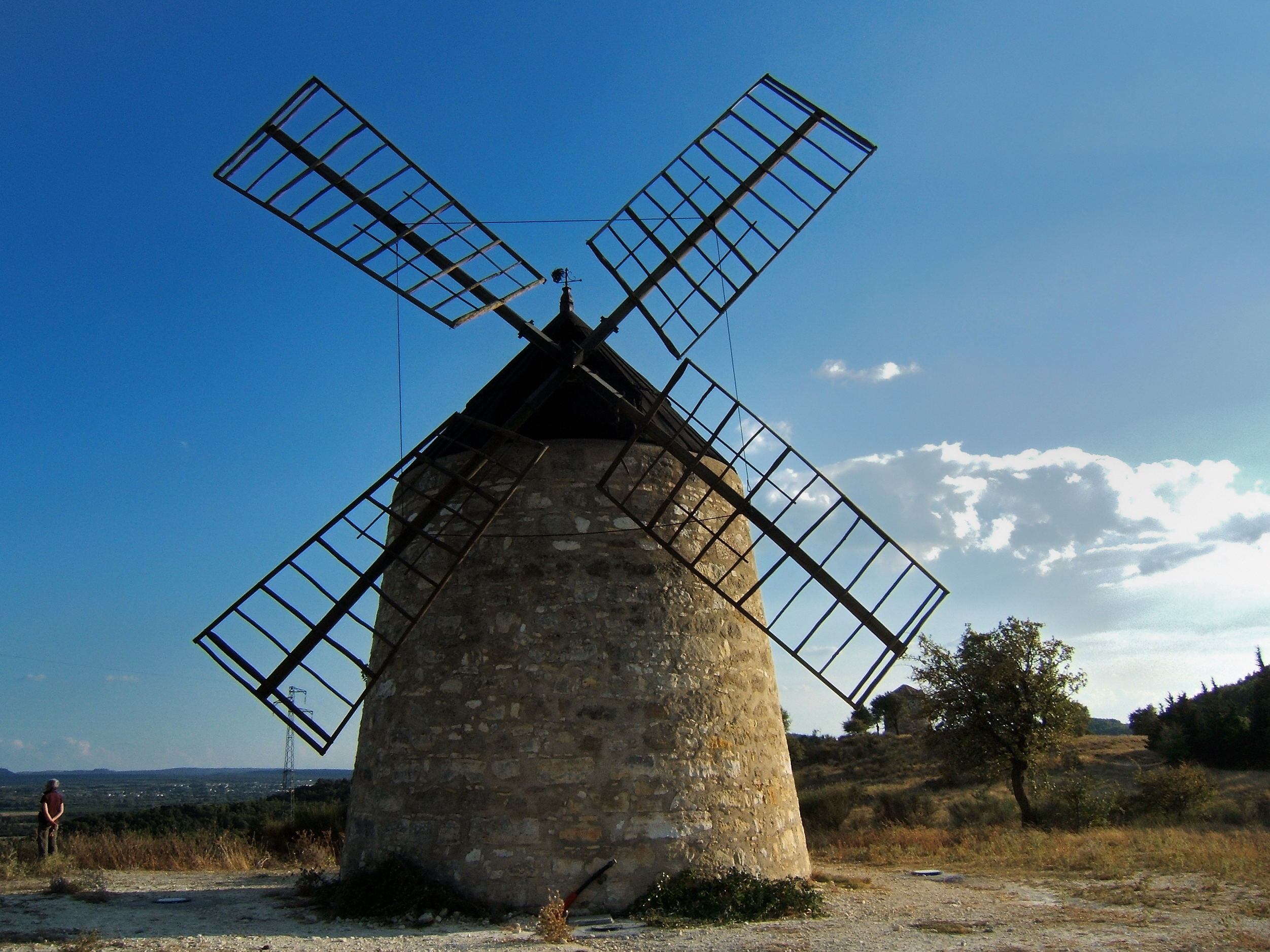
Le moulin à vent.
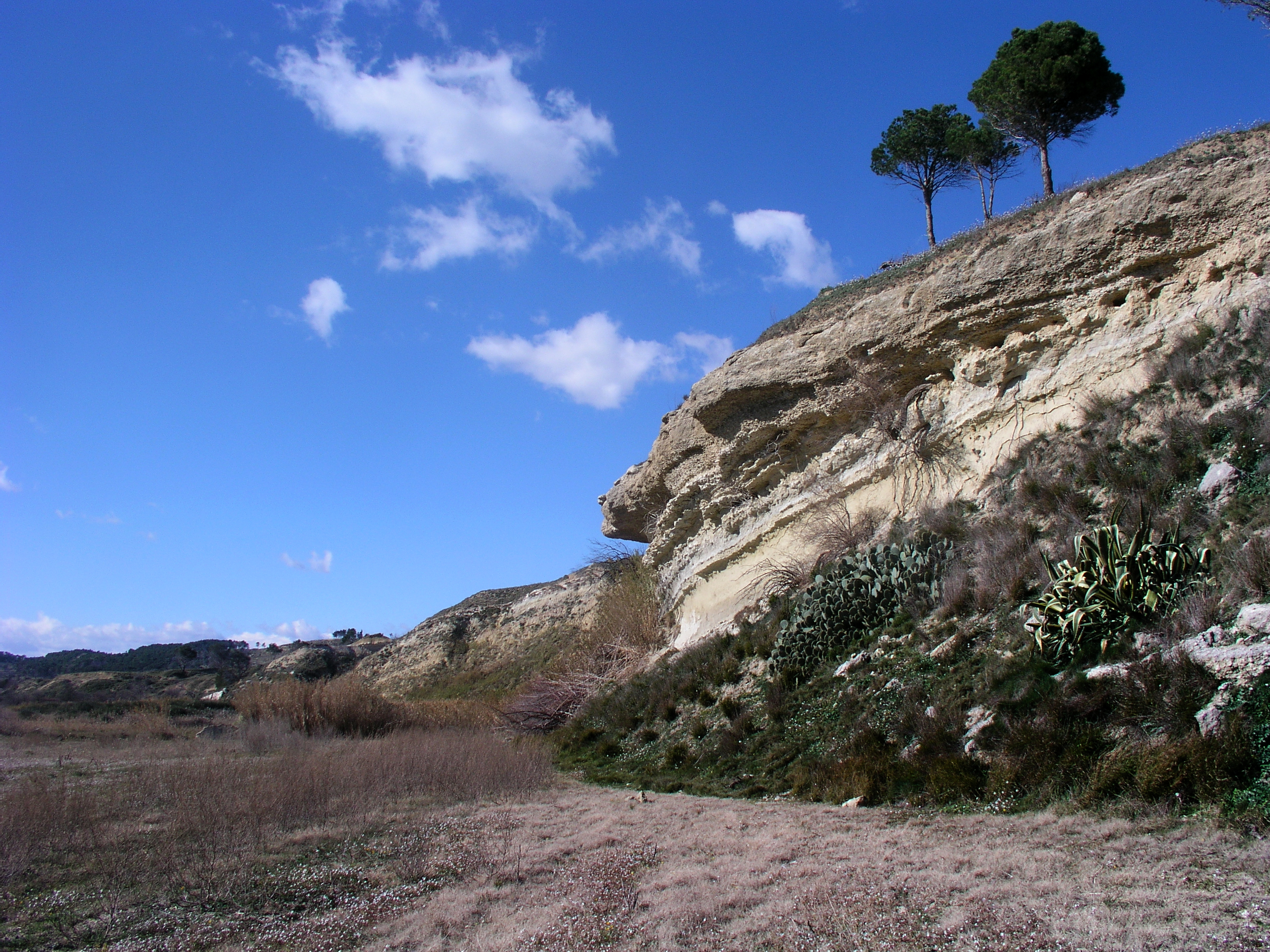
Formations miocènes.
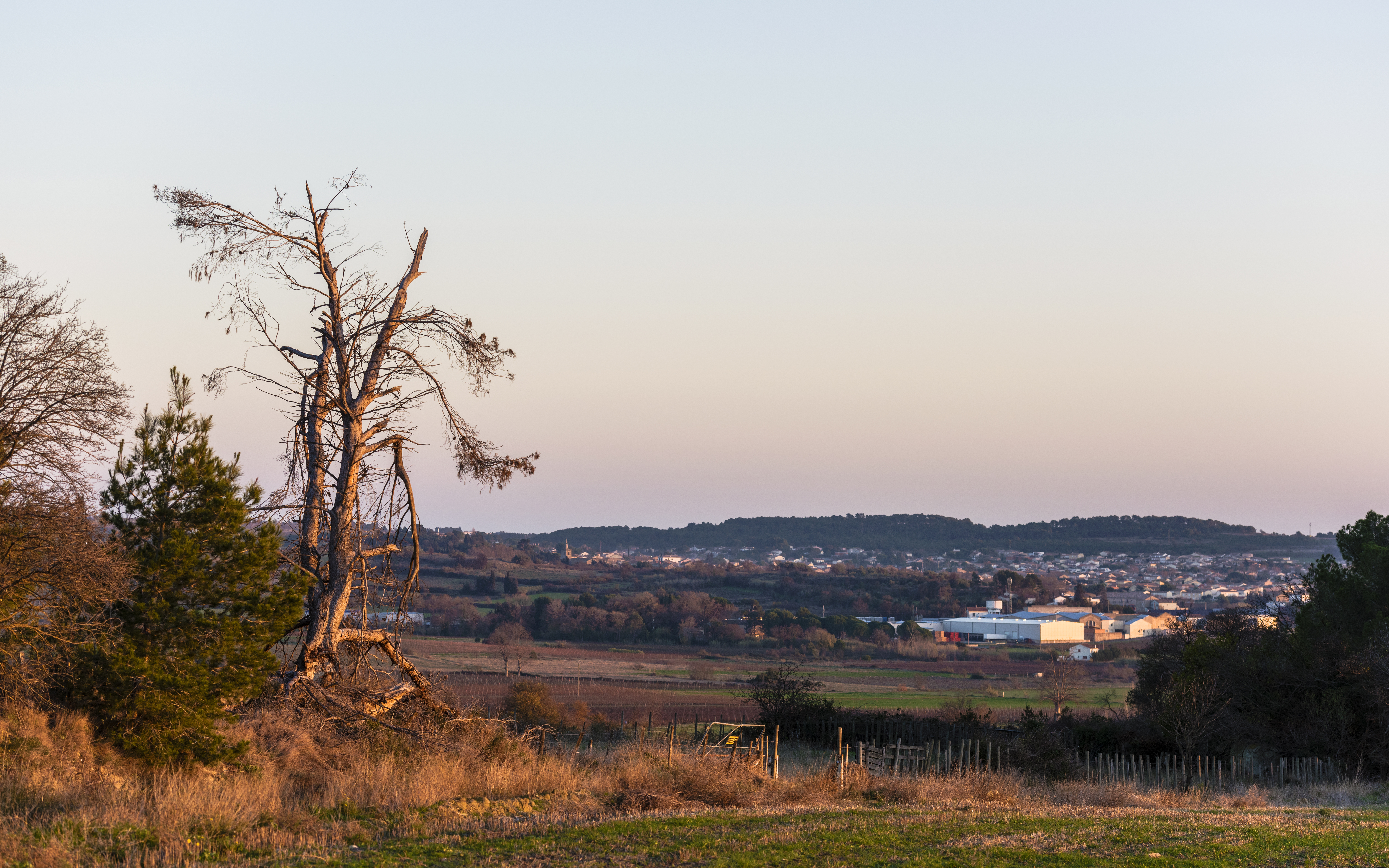
Paysage près de Nissan.
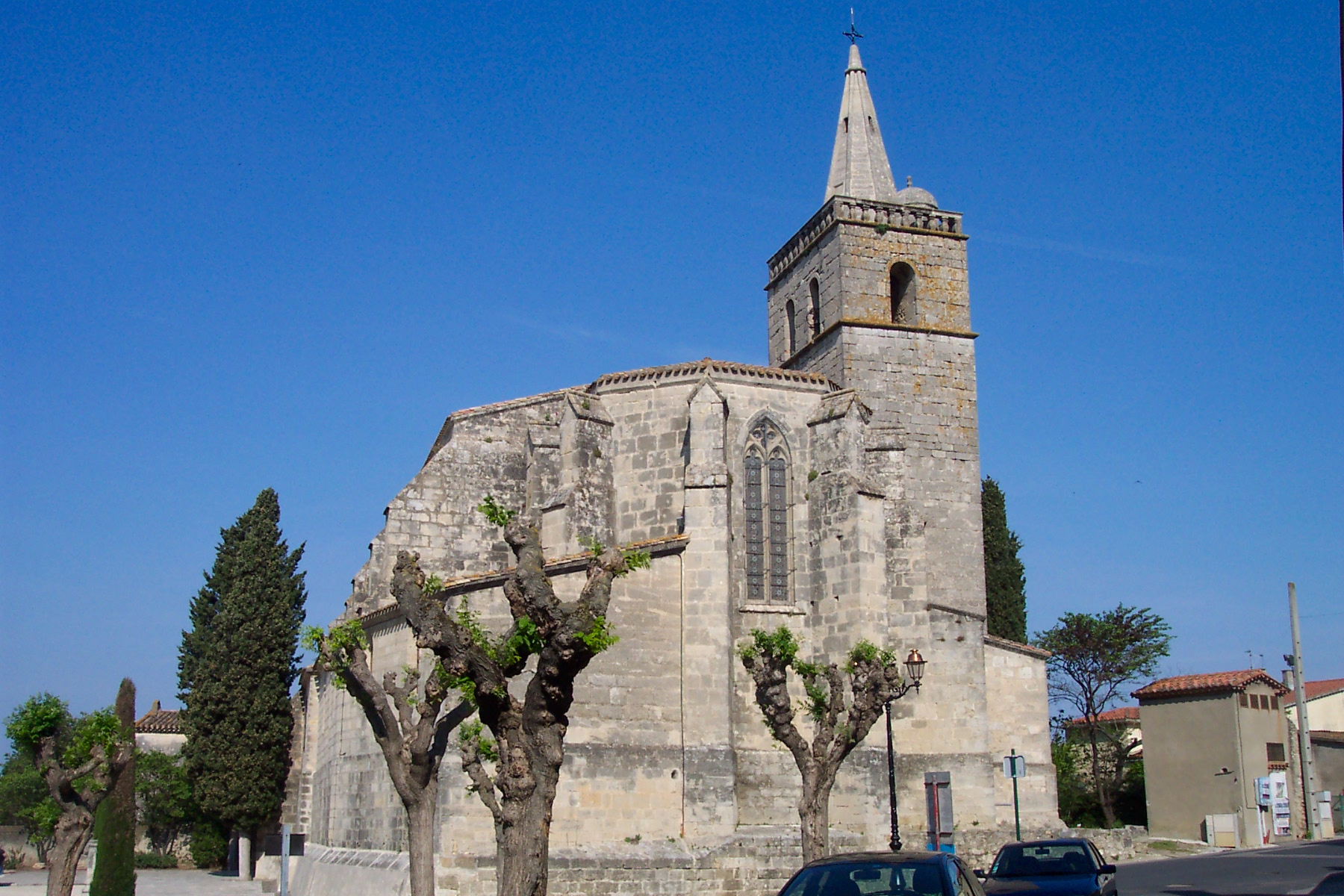
L'église Saint-Saturnin.
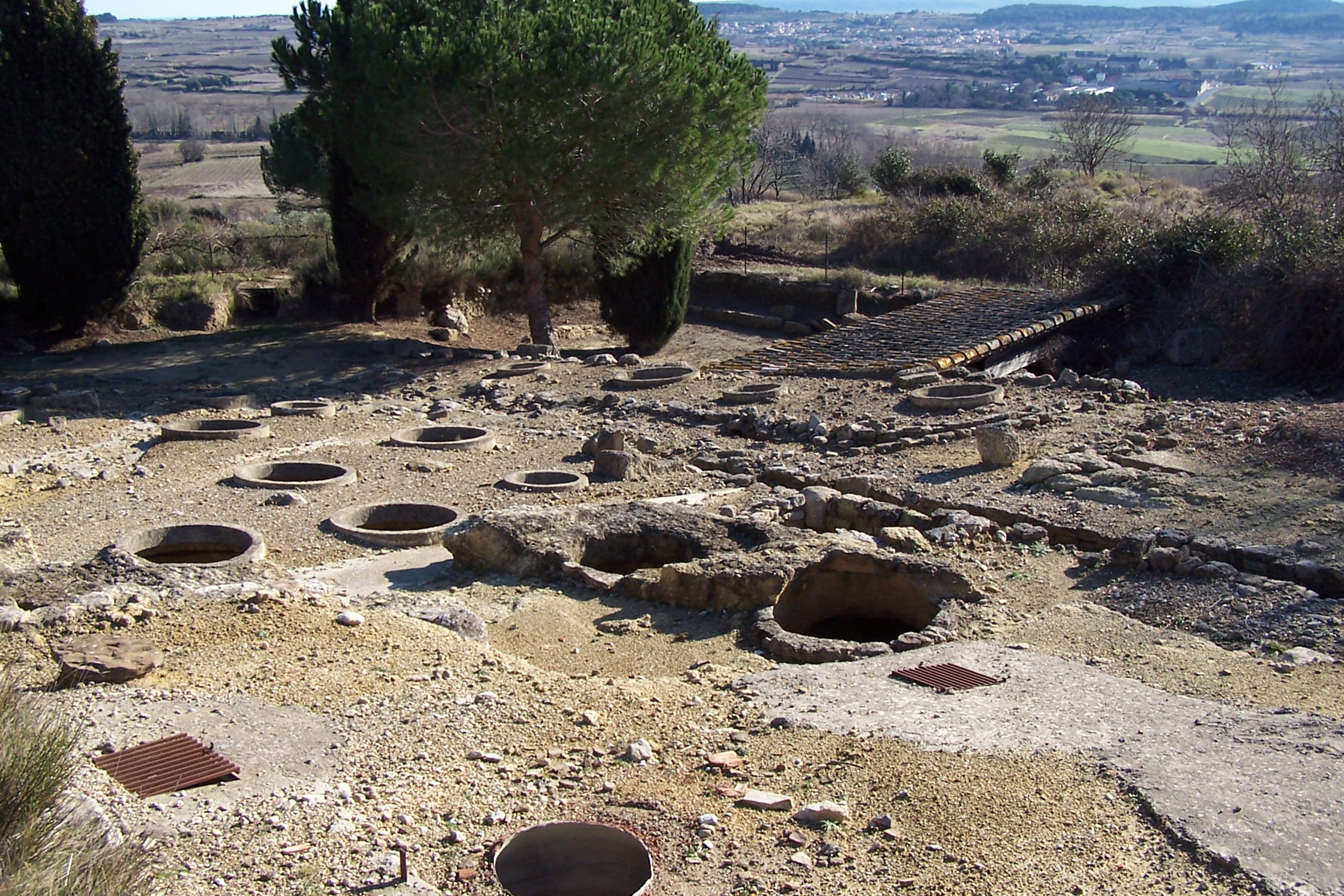
Silos de l'oppidum d'Ensérune.
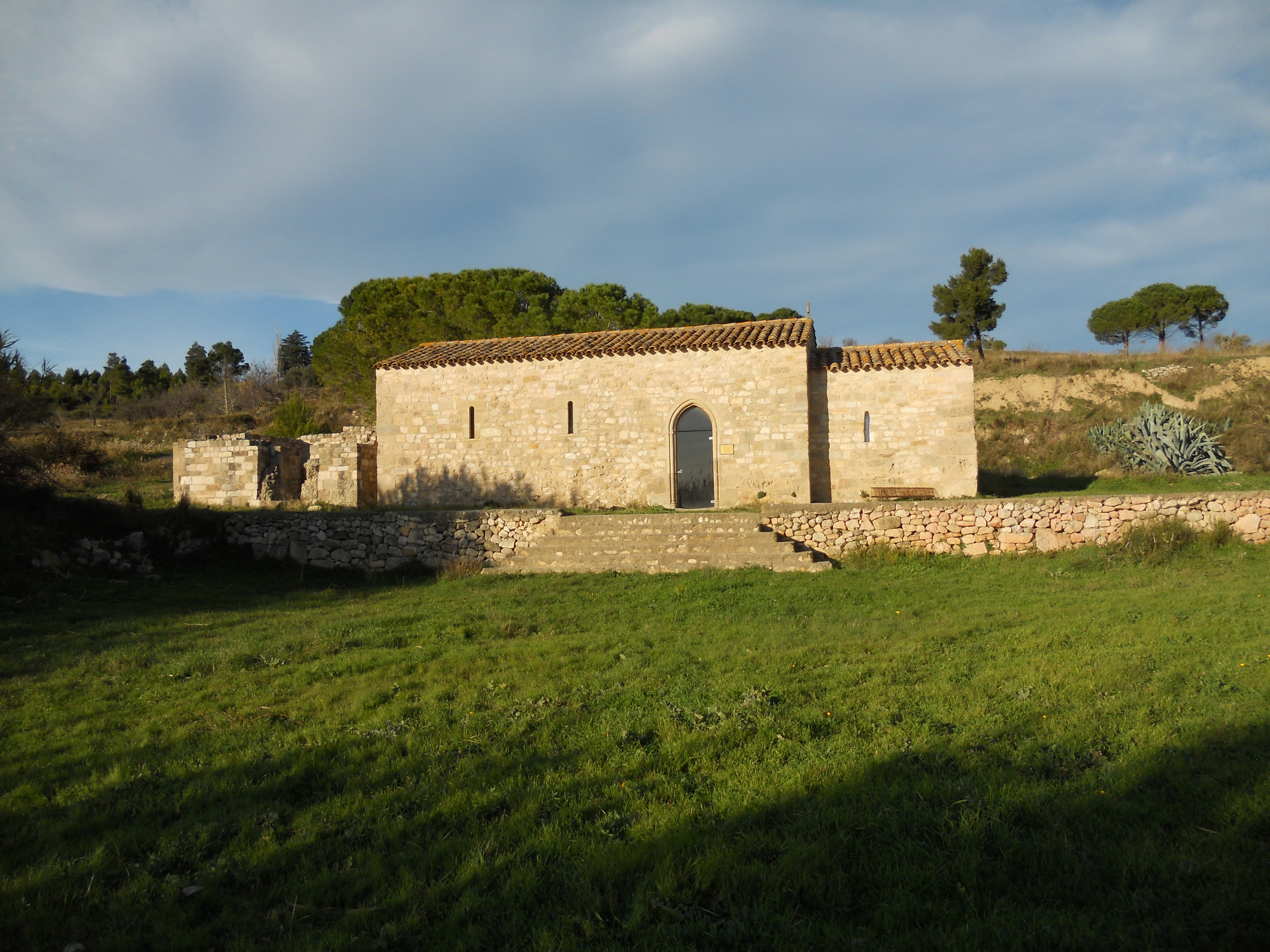
La chapelle Saint-Christol.

### Personnalités liées à la commune
- Émile Barthe (1874-1939) : écrivain, auteur de plus de 40 pièces de théâtre en occitan (Paure Miètjorn, Lo Perdon de la Terro, Lous Proufitaires…) qui ont connu un grand succès au début du XXe siècle. Il est également l'auteur d’un roman, La Nissanenco.
- Paul Castéla (1893-1966) : journaliste et poète, fondateur des revues littéraires Septimanie et Mediterranea
- Joseph Giry (1905-2002) : curé de Nissan de 1949 à 1991, archéologue passionné, spéléologue, écrivain, créateur du musée d'Ensérune, restaurateur de l'église Saint-Saturnin.
- Marcel Delhommeau (1913-1993), joueur de rugby à XV et de rugby à XIII international français.
- Raymond Busquet (1926-1979) : poète français et occitan, inhumé dans la commune.
- Michel Galabru : la salle polyvalente (également centre culturel), inaugurée en 2009, porte son nom.

### Héraldique
| Blason de Nissan-lez-Ensérune | Les armes de Nissan-lez-Enserune se blasonnent ainsi : d'azur à un chien passant d'or surmonté d'un croissant d'argent. |

## Sports

### Rugby
En 1995, l'US Nissan a été finaliste du championnat de France Honneur de rugby à XV.

### Football
La ville de Nissan-lez-Ensérune dispose d'un club de football amateur, l'US Colombiers Nissan Montady fondée en 1998. En 2019, le club portant le nom d’Union Sportive Colombiers Nissan Méditerranée (USCNM Via Domitia) change de nom, pour : Union Sportive Colombiers Nissan Montady, avec l'arrivée d'un troisième village : Ensérune et ses infrastructures,. Ce club évolue au niveau District (départemental)[réf. nécessaire].